# Етиркенське сільське поселення
Етирке́нське сільське поселення (рос. Этыркенское сельское поселение) — сільське поселення у складі Ульчського району Хабаровського краю Росії.
Адміністративний центр та єдиний населений пункт — селище Етиркен.

## Населення
Населення сільського поселення становить 577 осіб (2019; 665 у 2010, 808 у 2002).